# Armand de Gontaut
Armand II de Gontaut, marquis de Biron, né le 11 septembre 1771 à Paris et décédé le 18 mars 1851 à Paris, est un homme politique français.

## Biographie
Armand de Gontaut est le fils d'Armand I de Gontaut, marquis de Saint Blancard, lieutenant général honoraire, chevalier des ordres de Saint Louis et de la Légion d'honneur, comte de l'Empire, et de Marie Joséphine de Palerne, le frère d'Aimé Charles Zacharie de Gontaut Biron (1776-1840), député de l'Orne, puis du Gers.
Opposé à la Révolution, il émigre dès 1789 et sert dans l'armée des princes. Il revient en France avec les Bourbons.
Au début de la seconde Restauration, il est fait pair de France héréditaire le 17 août 1815, puis marquis-pair héréditaire, par lettres patentes du 8 janvier 1818.
A la Révolution de 1830, il prête serment à la Monarchie de juillet et continue de siéger à la Chambre des pairs jusqu'à la Révolution de février 1848, après laquelle il rentre dans la vie privée.
Au début du XIXe siècle, sa branche de la famille de Gontaut parvient à racheter le château patrimonial de Biron, après l'extinction de la branche aînée, des ducs de Biron, en 1798, et le conserve jusqu'à son petit-fils, mort en 1939.

### Mariage et descendance
Armand de Gontaut épouse en 1802 Elisabeth Charlotte de Damas-Crux (Paris, 5 décembre 1776 - Paris, 2 août 1827), fille de Louis Etienne François de Damas-Crux, lieutenant général, pair de France, grand croix de l'ordre royal et militaire de Saint Louis, et de Sophie Joséphine Antoinette de Ligny, sa troisième épouse.
Trois fils sont issus de ce mariage :
- Henri de Gontaut Biron, officier de la garde royale (1822-1830), chevalier de la Légion d'honneur, président du Jockey-club de Paris de 1853 jusqu'à sa mort, en 1883 (1er novembre 1802 - 19 mars 1883) ; marié avec Antonine Flore Emilie de Mun (20 octobre 1809 - 2 août 1837), fille de Claude Adrien de Mun, pair de France, et d'Henriette d'Ursel. Sans postérité.
- Joseph de Gontaut Biron, sans alliance (1er novembre 1804 - ) ;
- Etienne de Gontaut Biron (Paris, 5 juillet 1818 - Paris 7e, 9 janvier 1871), marié à Paris en 1849 avec Marie Charlotte Arabella de Fitz James (château de La Rivière-Bourdet, 4 mars 1831 - Paris 3 février 1905), fille de Jacques Marie Emmanuel, 7e duc de Fitz James, et de Marguerite de Marmier. Dont postérité[3].

### Sources
- Adolphe Robert et Gaston Cougny, Dictionnaire des parlementaires français, Edgar Bourloton, 1889-1891 [détail de l’édition]